# Impol Seval Sevojno
Impol Seval Sevojno — сербская компания по обработке алюминиевой руды. Штаб-квартира расположена в городе Севойно.

## История
Производство алюминия компания Impol Seval Sevojno начала в 1975 году. В октябре 2002 года компания была приватизирована, а 70 % акций организации взяла в контроль словенская компания Impol из Словенска-Бистрицы.
С 12 октября 2005 года компания имеет листинг на белградской фондовой бирже в показателе BELEXline.
На 29 марта 2013 года стоимость акции предприятия составляла 870 сербских динаров (7,80 евро). За всю историю торгов самая высокая цена была достигнута 24 августа 2007 года, когда 1 акция стоила 4 000 динаров. 4 марта 2013 года стоимость акции опустилась до 542 динаров за штуку, что стало худшим результатом в истории торгов акциями компании на бирже.
На текущий момент 85 % акций держится юридическими лицами — 70 % словенской компанией IMPOL d.o.o. и 15 % акционерному фонду Белград. оставшиеся 15 % находятся в собственности у физических лиц.

## Продукция
Предприятие выпускает металлические прокатные полосы, а также листы и пластины из алюминия. Также производятся трубы, гофрированные листы, подвесные потолки, жалюзи и рольставни. Изделия изготовлены из алюминиевого сплава с магнием и марганцем; они используются в строительстве, автомобильной промышленности, производстве контейнеров, электротехнической промышленности, сельском хозяйстве, полиграфии и других видах производства.